# Itinéraire d'un enfant gâté
Pour plus de détails, voir Fiche technique et Distribution.
Itinéraire d'un enfant gâté est un film français réalisé par Claude Lelouch et sorti en 1988.
Jean-Paul Belmondo, également producteur, remporta le César du meilleur acteur 1989 pour son rôle.

## Synopsis
Enfant trouvé, élevé dans le milieu du cirque, Sam Lion a dû faire une reconversion forcée après un accident de trapèze. Il se marie, deux fois, et a un enfant de chacune de ses deux femmes. Il devient aussi chef d'une entreprise, appelée Victoria en l'honneur de sa fille et des chutes Victoria, concevant et fabriquant des machines de nettoyage. Mais, la cinquantaine passée, il se lasse de ses responsabilités et de son fils, Jean-Philippe, dont la collaboration ne lui est pas d'un grand secours. Il décide alors de faire croire qu'il est mort en mer à l'occasion d'un tour du monde en voilier.
Mais son passé va le rattraper en la personne d'Albert Duvivier, un de ses anciens employés, qui le reconnaît alors que Sam se trouve en Afrique.

## Fiche technique
- Titre : Itinéraire d'un enfant gâté
- Réalisation, scénario et dialogues : Claude Lelouch
- Assistant réalisateur : Paul Gueu et Simon Lelouch
- Décors : Jacques Bufnoir
- Costumes : Mic Cheminal
- Photographie : Jean-Yves Le Mener
- Montage : Sophie Bhaud
- Musique : Francis Lai
- Ingénieur du son Harald Maury
  - Chansons : Francis Lai (musique), Didier Barbelivien (paroles)
  - Direction d'orchestre et arrangements : Christian Gaubert
- Ingénieur du son : Harald Maury
- Production : Jean-Paul Belmondo, Claude Lelouch
- Sociétés de production :  Les Films 13, Cerito Films, TF1 Films Production
- Société de distribution : AFMD
- Pays d'origine :  France
- Format : Couleurs - 35 mm - 2,35:1
- Son : Dolby
- Genre : comédie dramatique, aventure
- Durée : 125 minutes
- Date de sortie : France : 30 novembre 1988

## Distribution
- Jean-Paul Belmondo : Sam Lion, homme d'affaires, ancien artiste de cirque
- Richard Anconina : Albert Duvivier dit « Al », employé licencié de Sam
- Marie-Sophie L. : Victoria Lion, la fille de Sam
- Jean-Philippe Chatrier : Jean-Philippe Lion, le fils de Sam
- Lio : Yvette, la 1re femme de Sam, mère de Jean-Philippe
- Daniel Gélin : Pierre Duvivier, le père d'Albert, tenancier de l'hôtel du Bel Air
- Béatrice Agenin : Corinne Lion, la mère de Victoria
- Michel Beaune : maître Vergne, le notaire
- Pierre Vernier : l'abbé
- Philippe Lorin : le médecin
- Annie Philippe : la secrétaire
- Pierre Meunier : le banquier
- Céline Caussimon : la sœur d’Al
- Pierre Leroux :  le barman de l'hôtel Bel Air (non crédité)
- Jeanne Marine : la 1re fiancée d’Al
- Sabi Dorr : le 1er terroriste allemand
- Udo Wachtveitl : le 2e terroriste allemand
- Gila von Weitershausen : la touriste allemande en Afrique
- Wookie Mayer : une prostituée
- Joëlle Miquel : l'hôtesse UTA
- Arthur Brauss : le photographe
- Alexis Grüss : M. Loyal
- Nicolas Mallet : Sam à 3 ans
- Firmin Grüss : Sam à 7 ans
- Armand Grüss : Sam à 13 ans
- Stephan Grüss : Sam à 16 ans
- Paul Belmondo : Sam à 20 ans
- Gilles Dimicelli : le géant
- Marcel Guégan : le nain
- Salomé Lelouch : la petite fille au manège de la Butte
- Max Fournel : le patron du manège
- Patricia Grillo : la chanteuse des rues

## Production
Sauf indication contraire ou complémentaire, les informations mentionnées dans cette section proviennent du générique de fin de l'œuvre audiovisuelle présentée ici.

### Tournage
Le tournage a eu lieu à Cologne (notamment au pied de la cathédrale pour la scène du manège), San Francisco (dont scènes dans la prison d'Alcatraz), Paris (dont scènes devant Montmartre) et environs (dont scènes aux étangs de Villebon dans la forêt de Meudon), Singapour, au Zimbabwe (dont scènes aux chutes Victoria) et en Polynésie française (à Tahiti, à l'hôtel possédé par Simon Teihotu Brando, fils de Marlon Brando, sur l'atoll de Tetiaroa). Les scènes de cirque sont tournées lors du 13e festival international du cirque de Monte-Carlo. Des scènes ont également été tournées dans le Val-d'Oise, à l'aéroport de Paris-Charles-de-Gaulle et le long de la Nationale 1 à Saint-Brice-sous-Forêt, dans l'hôtel Le Bel-Air.

### Post-production
Claude Lelouch a dédié ce film à son ami Jacques Brel.

### Musique

#### Bande originale
La musique du film est de Francis Lai, collaborateur régulier de Claude Lelouch depuis Un homme et une femme en 1966. Il a également composé deux chansons originales, sur des paroles de Didier Barbelivien : Qui me dira ? et Itinéraire d'un enfant gâté.
Le label Play Time a sorti un coffret Francis Lai Anthology en avril 2016 contenant la bande originale restaurée du long métrage.

#### Musiques additionnelles
Sauf indication contraire, les informations mentionnées dans cette section peuvent être confirmées par le générique de fin de l'œuvre audiovisuelle présentée ici, ainsi que par la base de données cinématographiques IMDb,  présente dans la section « Liens externes ».
- Qui me dira ? - Nicole Croisille
- Itinéraire d'un enfant gâté - Nicole Croisille
- Le Blues du businessman - Nicole Croisille
- Qui me dira ? (reprise) - Patrizia Grillo
- Une île / Isabelle - Jacques Brel
- Qui me dira ?  (générique de fin) - Jean Guidoni

## Accueil

### Distinctions
- César 1989 du meilleur acteur pour Jean-Paul Belmondo
- Grand prix d'interprétation au Festival de Chicago pour Richard Anconina

### Box-office
Sorti en salles fin novembre 1988 en France, Itinéraire d'un enfant gâté rencontre un succès commercial, avec 3 254 397 entrées, dont 780 074 à Paris, marquant aussi le dernier grand succès au cinéma de Jean-Paul Belmondo, qui avait essuyé un échec commercial avec Le Solitaire en 1987 (918 000 entrées).

## Autour du film
- Le rôle de Sam à l'âge de 20 ans est interprété par Paul Belmondo, fils de Jean-Paul.
- C'est le dernier film dans lequel Michel Beaune apparaît aux côtés de Jean-Paul Belmondo. Les deux acteurs avaient joué plusieurs fois ensemble au cinéma entre autres dans Le Corps de mon ennemi, Flic ou Voyou, Le Professionnel et Joyeuses Pâques.
- Plusieurs aéronefs sont visibles dans le film :
  - Jean-Paul Belmondo s'envole du siège de son groupe à bord d'un hélicoptère Enstrom F-28 (en) immatriculé F-BVRE ;
  - l'avion qui dépose Jean-Paul Belmondo en Polynésie française est un Piper PA32-260 Cherokee immatriculé F-OCQS[9],[10] ;
  - Jean-Paul Belmondo revient en Afrique pour la dernière partie du film à bord d'un Douglas DC-3.
- Une des brèves radiophoniques audibles en fond sonore durant le film traite de l'accident de Ramstein qui a lieu le 28 août 1988.